# أنشارتد 2: بين اللصوص
أنشارتد 2: أمونغ ثيفز (بالإنجليزية: Uncharted 2: Among Thieves) هي لعبة أكشن-مغامرات وتصويب منظور الشخص الثالث ومنصات طورتها نوتي دوغ ونشرتها سوني كمبيوتر إنترتينمنت، صدرت في 2009.

## القصة
في هذا الجزء يبحث ناثان المستكشف وصائد الكنوز بطل السلسلة عن حجر أسطوري يسمى بحجر Cintamani Stone (سينتاماني) وتفترض اللعبة أن هذا الحجر يوجد في المدينة الأسطورية شانجري لا أو شامبالا. حيث يتتبع ناثان خطى رحلة ماركو بولو الرحالة الشهير أثناء بحثه عن ذات الحجر. في ذات الوقت الذي يبحث فيه مجرم حرب صربي يسمى Zoran Lazaruvic (زوران) عن ذات الحجر لأن هناك أسطورة تفترض أن من يحصل على الحجر يحصل على الخلود والقوة المطلقة. يواجهه ناثان طوال اللعبة ويحاول منعه من الوصول إليه.

## روابط خارجية
- أنشارتد 2: بين اللصوص على موقع IMDb (الإنجليزية)